# Raya (Uttar Pradesh)
Raya is een nagar panchayat (plaats) in het district Mathura van de Indiase staat Uttar Pradesh. 

## Demografie
Volgens de Indiase volkstelling van 2001 wonen er 17.990 mensen in Raya, waarvan 53% mannelijk en 47% vrouwelijk is. De plaats heeft een alfabetiseringsgraad van 54%. 